# Andreas Grund
Andreas Grund (* 1. September 1960 in Neustrelitz) ist ein parteiloser deutscher Kommunalpolitiker im Landkreis Mecklenburgische Seenplatte und seit 2003 Bürgermeister von Neustrelitz.

## Beruf und Familie
Nachdem Grund 1979 auf der EOS Neustrelitz Abitur gemacht und anschließend den Grundwehrdienst in einem Straßenbauregiment abgeleistet hatte, studierte er ab 1981 an der Hochschule für Verkehrswesen in Dresden Bauingenieurwesen, Fachrichtung Straßenbau und -verkehr; er schloss das Studium 1986 als Diplom-Ingenieur ab. Nach Tätigkeiten im Straßenbau von Neubrandenburg und Neustrelitz wechselte er 2003 zur STRABAG AG, bei der er weiterhin als Oberbauleiter im Straßenbauwesen beschäftigt wurde.
Andreas Grund ist verheiratet und hat drei Kinder sowie zwei Enkel.

## Politische Laufbahn
Andreas Grund gibt an, sich seit 1989 kommunalpolitisch zu engagieren und war von 1990 bis 1999 in der Neustrelitzer Stadtvertretung. 2003 wurde er zum hauptamtlichen Bürgermeister der Stadt gewählt. Er ist Vorstandsmitglied im Städte- und Gemeindetag Mecklenburg-Vorpommern und zog 2014 in den Kreistag Mecklenburgische Seenplatte ein. Am 22. April 2012 wurde Grund als Bürgermeister für eine zweite Amtszeit wiedergewählt, die satzungsgemäß bis 2021 andauerte. Am 2. Mai 2021 setzte er sich in einer Stichwahl gegen die ebenfalls parteilose Kandidatin Angelika Groh durch und wurde für weitere sieben Jahre in das Bürgermeisteramt gewählt.